# Frères Blanc
Le groupe Frères Blanc est une entreprise française active dans le domaine de la restauration. Spécialisé dans les brasseries parisiennes, il fut développé par Pierre et Jacques Blanc, qui l'ont hérité de leur père Clément Blanc. Le vaisseau amiral du groupe est le restaurant "Au pied de cochon", racheté en 1942. 
Depuis décembre 2005, le groupe est majoritairement détenu par CDC Capital Investissement, le fonds d'investissement de la Caisse des dépôts et consignations. 
En 2013, l'entreprise représente 15 établissements, plus de 1,3 million de repas servis par an, près de 850 collaborateurs et 71 millions € de CA. 
Depuis 2012, le groupe est géré par Pascal Brun (Président du directoire), Philippe Bully (Directeur des Brasseries), Anne Saint-Julien (DAF).
En 2016, Bertrand Restauration filiale du Groupe Bertrand, rachète le groupe Frères Blanc qui intègre son portefeuille en avril 2016.

## Brasseries et date de rachat
- Charlot, roi des coquillages (1984)
- Le Sud
- Le Procope (1987)
- La Fermette Marbeuf (1995)
- Flora Danica
- Copenhague
- Au Pied De Cochon
- Le Grand Café Capucines (1970)
- L'Alsace (1977)
- Le Chai d'Adrien (2014)[5]
- La Lorraine (1998)
- Chez Jenny (2000)
- Le Petit Zinc
- Bar André
- La Lorraine Luxembourg

## Challenge Frères Blanc
Depuis 1994, ce Challenge met en compétition des alternants d'écoles hôtelières en dernière année de formation en salle et en cuisine, et qui effectuent leur alternance au sein de l'un des établissements du Groupe Frères Blanc.

### Présidents d'honneur
Chaque édition est parrainée par un Président d'honneur.
- 2014 : Anne-Sophie Pic.
- 2013 : Gérard Cagna [7]
- 2012 : Régis Marcon [8]
- 2011 : Thierry Marx[9]
- 2010 : Pierre Hermé [10]
- 2009 : Cyril Lignac
- 2008 : Pierre Rival
- 2007 : Michel Bruneau
- 2006 : Hervé This
- 2005 : Claude Jolly-Lebey  [11]

### Vainqueurs
Noms des établissements vainqueurs des précédentes éditions
- 2016 : La Lorraine Paris ( Lesueur Theo et Fournier Sébastien)
- 2014 : Le Flora Danica (et/ou) Le Copenhague.
- 2013 : Le Grand B [8]
- 2012 : La Lorraine [8]
- 2011 : La Lorraine [9]
- 2010 : La Lorraine [10]
- 2009 : Le Procope
- 2008 : La Marée
- 2007 : Chez Clément Porte de Versailles
- 2006 : Chez Clément Bougival
- 2005 : Chez Jenny [11]

### Thématiques
Un thème  culinaire est choisi par le Président d'honneur.
- 2014 : Nationale 7.
- 2013 : la Touraine[7]
- 2012 : l'Auvergne [8]
- 2011 : la Touraine [9]
- 2010 : l'Alsace [10]
- 2009 : l’Aveyron
- 2008 : Les produits de la mer
- 2007 : la Normandie
- 2006 : l’Alsace
- 2005 : la Provence [11]

## Prix Procope des Lumières
Lancé officiellement en septembre 2011 dans un des restaurants du Groupe, Le prix Procope des Lumières est attribué à l’auteur d’un essai politique, philosophique ou sociétal, écrit en langue française et paru en librairie pendant l'année en cours, du 1er janvier au 30 novembre.